# ادیک قابوزیان
ادیک آرشالویسی قابوزیان (ارمنی: Էդիկ Արշալույսի Ղաբուզյան؛ زادهٔ ۲۴ اکتبر ۱۹۵۲)  اهل ارمنستان است.

## زندگی‌نامه
وی در ۲۴ اکتبر ۱۹۵۲ در گوریس به دنیا آمد و از دانشگاه دولتی ایروان فارغ‌التحصیل گشت. وی برنده جوایزی همچون مدال موسس خورناتسی است.